# Momin Sbor, Veliko Tărnovo
Momin Sbor (în bulgară Момин Сбор) este un sat în comuna Veliko Tărnovo, regiunea Veliko Tărnovo,  Bulgaria. 

## Demografie
Componența etnică a satului Momin Sbor
     Bulgari (80,26%)
     Romi (4,6%)
     Nicio identificare (15,13%)
     Altele (0%)
La recensământul din 2011, populația satului Momin Sbor era de 152 locuitori. Din punct de vedere etnic, majoritatea locuitorilor (80,26%) erau bulgari, cu o minoritate de romi (4,6%). Pentru 15,13% din locuitori nu este cunoscută apartenența etnică.